# Manuel Quaresma
Manuel Quaresma (1955 – 11 lipca 2004) – portugalski działacz sportowy.
Od lutego 1977 był związany z Portugalską Federacją Piłkarską, początkowo z działem finansowym, następnie futbolu młodzieżowego oraz spraw technicznych; od 2002 (do lutego 2003 jako p.o.) sprawował funkcję sekretarza generalnego federacji. Był dyrektorem turnieju finałowego Mistrzostw Europy do lat 17 w Portugalii (2003) oraz zastępcą dyrektora turnieju finałowego Euro 2004; zmarł tydzień po zakończeniu turnieju.